# 박종훈 (체조 선수)
박종훈(1965년 5월 6일~)은 대한민국의 체조 선수이다. 1988년 하계 올림픽 도마 동메달리스트이자, 대한민국 최초의 체조 메달리스트이다. 현 가톨릭관동대학교 교수로 있다.